# Kualapuu
Kualapuu est une census-designated place de l'État d'Hawaï dans le comté de Maui, aux États-Unis, située sur l'île de Molokai. En 2010, la population était de 2 027 habitants.

## Démographie
| Groupe            | Kualapuu | Hawaï | États-Unis |
| ----------------- | -------- | ----- | ---------- |
| Métis             | 44,1     | 23,6  | 2,9        |
| Océaniens         | 33,0     | 10,0  | 0,2        |
| Asiatiques        | 13,8     | 38,6  | 4,8        |
| Blancs            | 8,4      | 24,7  | 72,4       |
| Autres            | 0,4      | 1,3   | 6,2        |
| Afro-Américains   | 0,3      | 1,6   | 12,6       |
| Amérindiens       | 0,1      | 0,3   | 0,9        |
| Total             | 100      | 100   | 100        |
|                   |          |       |            |
| Latino-Américains | 6,5      | 8,9   | 16,7       |

Selon l'American Community Survey, pour la période 2011-2015, 76,75 % de la population âgée de plus de 5 ans déclare parler l'anglais à la maison, 12,91 % déclare parler une langue polynésienne, 7,73 % le tagalog, 1,55 % le japonais, 0,96 % l'espagnol et 0,11 % une autre langue.

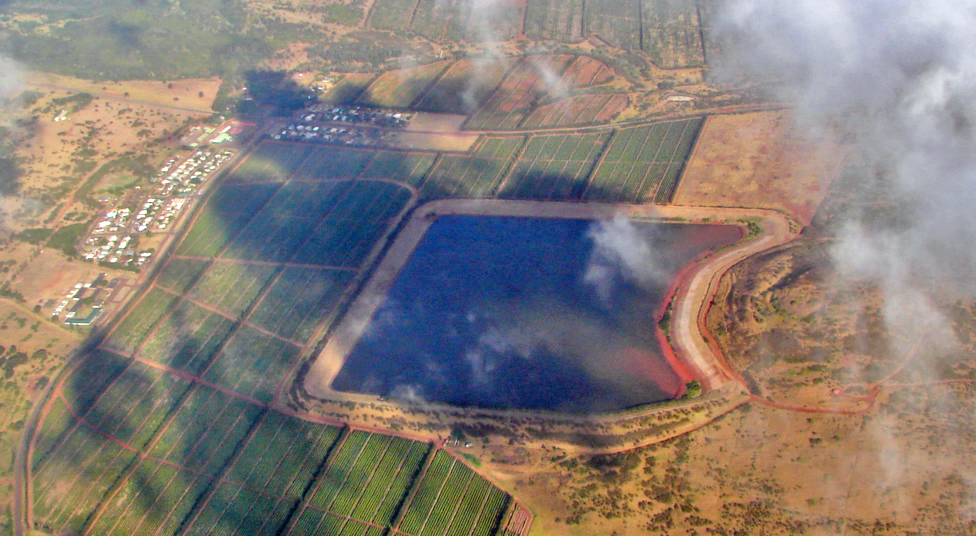
Le village de Kualapuʻu

| 2000  | 2010  | - | - | - | - |
| ----- | ----- | - | - | - | - |
| 1 936 | 2 027 | - | - | - | - |